# Telmatoplankton
Telmatoplankton – plankton kałuż i drobnych okresowych zbiorników wodnych, powstający w wyniku dużych opadów deszczu. Składa się z taksonów ubikwistycznych. Fitoplankton złożony głównie z glonów wśród których najczęstszym są zielenice, szczególnie wiciowce. Z kolei zooplankton reprezentują bezkręgowce: pierwotniaki, wrotki, wioślakowate. Większość przedstawicieli gatunków charakteryzuje się krótkimi cyklami życiowymi, przeważnie z okresowym występowaniem stadiów przetrwalnikowych.